# 美賀保丸

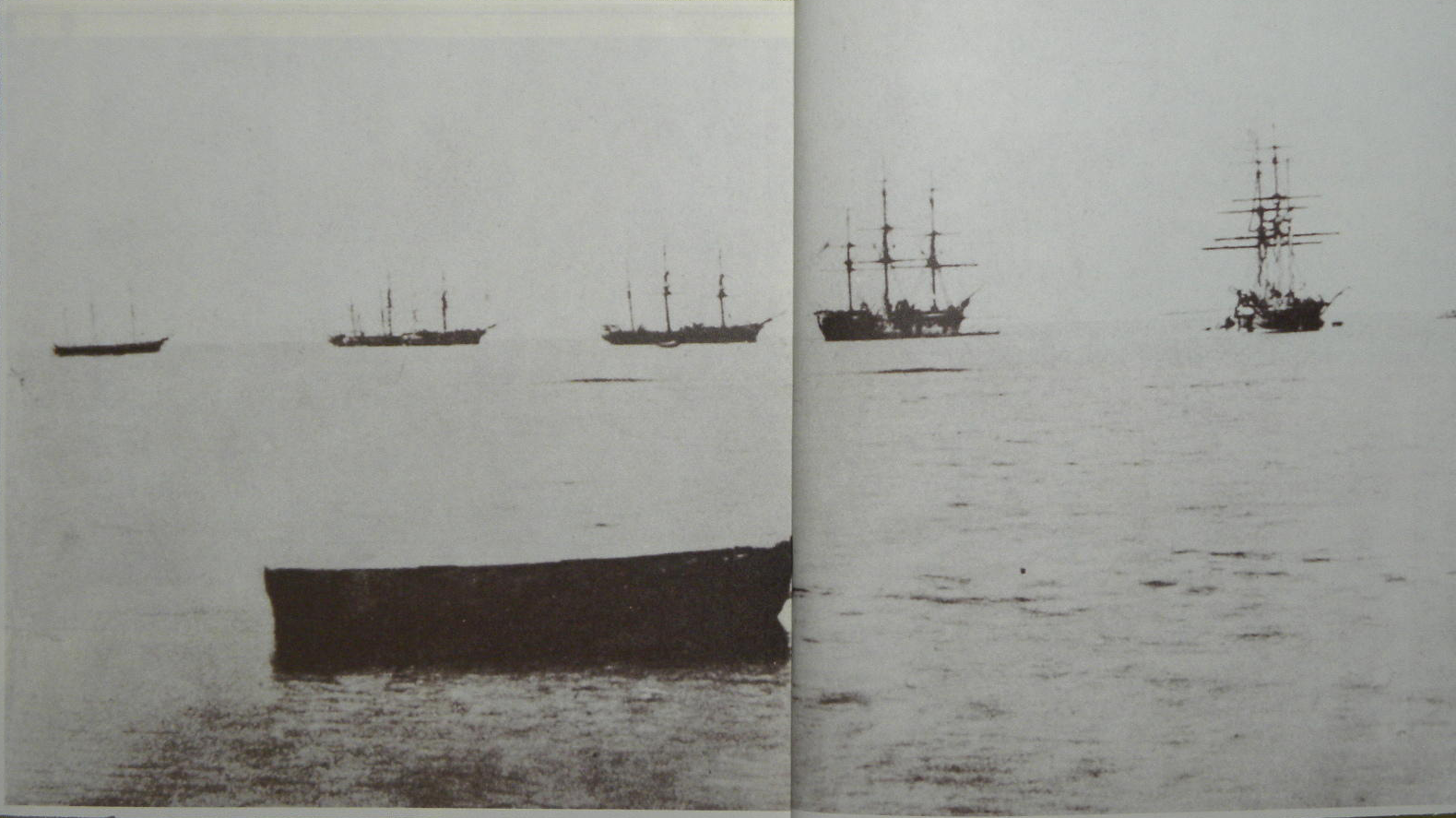
品川沖を出港する榎本艦隊。左端が「美賀保丸」。

美賀保丸（みかほまる）は、幕末に江戸幕府が保有した西洋式帆船。表記は美加保丸・美嘉保丸・三嘉保丸・三賀保丸・三加保丸とも。榎本武揚艦隊の1隻。

## 概要
前身は、1865年にプロイセンで建造された商船「ブランデンブルク」である。全長52.2m・幅9.9m・排水量800トンで、3本のマストを備えた三檣バーク型の木造帆船だった。同年8月頃（慶応元年6月）に長崎港へ来航中のところを、幕府が代金35,000ドルで購入した。
「美賀保丸」と改名した本船は、幕府海軍の運送船として運用された。戊辰戦争に際しては、榎本武揚率いる旧幕府脱走艦隊の1隻として、1868年10月5日（慶応4年8月20日）に品川沖を出港。この際には遊撃隊などの将兵614人と多量の軍需物資を搭載していた。旗艦「開陽丸」の曳航を受けて蝦夷地（北海道）を目指したが、直後の10月6日（旧暦8月21日）に暴風雨に巻きこまれて曳航索を切断。マスト2本も折れて航行不能状態となり、10月11日（旧暦8月26日）に銚子の犬吠埼近く黒生（くろはえ）海岸へと漂着した。座礁の末に沈没、周辺漁民の救助を受けたものの乗船者13人が水死した。生存者のうち250人ほどは利根川を遡航して土浦方面へ、約150人は上総国の山間部を経由して江戸へ向かったが、新政府方の高崎藩兵などの追撃を受けて大部分は投降し、その一部が処刑された。遊撃隊の伊庭八郎ら一部は逃走に成功し、榎本艦隊への再合流を果たしている。
1882年（明治15年）、本船の水死者13人が埋葬された遭難地点の黒生海岸に「美加保丸遭難の碑」（通称「脱走塚」、地図 - Google マップ）が地元民の手で建立された。また、静岡市の宝泰寺にも本船の水死者や処刑者を弔う墓がある。
なお、本船の船首像と思われる女性木像が後に付近の海岸に漂着した。両腕が欠損していたため、宝珠を捧げ持つ形で修復され、「龍神像」と称して銚子市の円福寺に祭られている。ただし、本船と同年に付近で沈没した龍野藩船「神龍丸」の船首像との説もある。レプリカが神戸大学海事博物館に展示されている。